# Portal (esculturas)

Logotipo de Portals, la organización creadora de la serie Portal

Los Portal son esculturas circulares grandes e idénticas que se comunican entre sí mediante videoconferencia, inspirándose en el concepto de portal que conecta dos lugares. Se encuentran en espacios públicos de la ciudad y conectan dos ciudades al mostrar una transmisión en vivo de cada ciudad junto con una cámara en la parte superior de la pantalla. Fueron creadas por el artista lituano Benediktas Gylys  en 2016, y se presentaron oficialmente en 2021 con el Portal de Vilna-Lublin. En 2024 se inaugurará el Portal de Nueva York-Dublín, las dos siguientes y más recientes instalaciones de la serie.

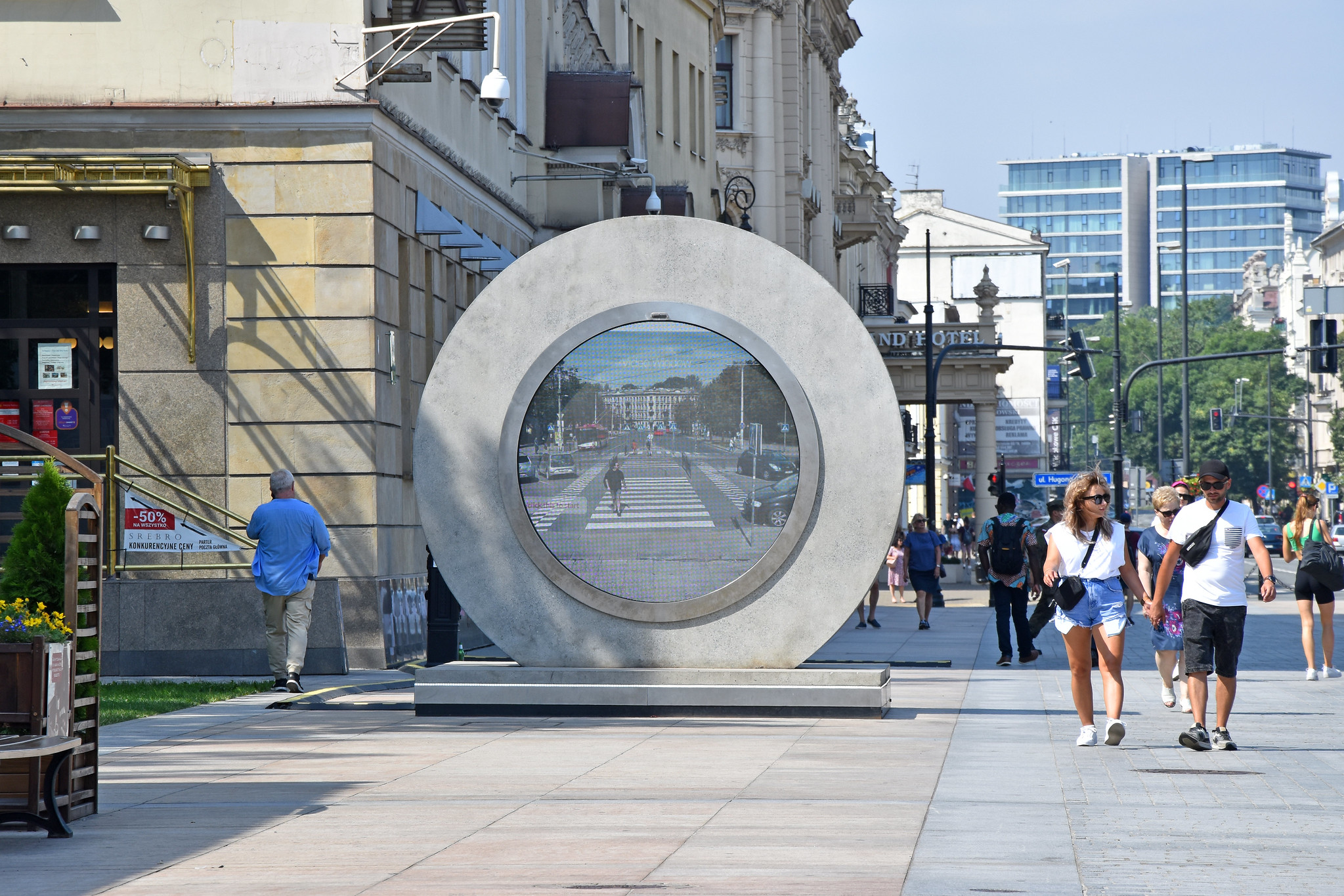
El portal de Vilna-Lublin en Lublin en agosto de 2022.

## Historia
Según el creador del Portal, Benediktas Gylys, el proyecto comenzó como un concepto en 2016 "después de una experiencia mística".  A través de su Fundación Benediktas Gylys, Gylys se asoció con la Universidad Técnica de Vilna Gediminas para desarrollar las dos primeras esculturas de la serie, que se colocaron en Vilna, Lituania y Lublin, Polonia, el 26 de mayo de 2021.
El 8 de mayo de 2024, se colocaron otros dos portales en Nueva York y Dublín, Irlanda. La instalación de Dublín está situada en la calle O'Connell, mientras que el Portal de la ciudad de Nueva York se colocó en la Plaza Pública Flatiron South, junto al Edificio Flatiron. Pocos días después de la instalación, los portales de Dublín y Nueva York fueron cerrados temporalmente debido al "comportamiento inapropiado" de algunos usuarios.